# 榊原富士子
榊原富士子（さかきばら ふじこ、1953年- ）は、日本の弁護士。

## 略歴
1979年京都大学法学部卒業。1981年より弁護士。さかきばら法律事務所（東京弁護士会所属）。婚外子相続差別訴訟、子どもの住民票や戸籍の続柄差別違憲訴訟などを担当。離婚と子どもに関するケースを多く扱う。2009-13年早稲田大学大学院法務研究科教授。日本家族“社会と法”学会理事。日本弁護士連合会家事法制委員会委員。

## 著書
- 『女性と戸籍 夫婦別姓時代に向けて』明石書店 1992

### 共編著
- 『結婚が変わる、家族が変わる 家族法・戸籍法大改正のすすめ』福島瑞穂,吉岡睦子共著 日本評論社 1993
- 『離婚判例ガイド』二宮周平共著 有斐閣 1994
- 『21世紀親子法へ』二宮周平共著 有斐閣選書　1996
- 『戸籍制度と子どもたち』編 明石書店 子どもの人権双書 1998
- 『程よい距離を保つための秘訣 インタビュー「理想の男性」』編著 メトロポリタン 1998
- 『Q&A人生『最期』にそなえる法律知識 備えあれば憂いなし』吉岡睦子,中島美砂子共著 リバティ書房 1999
- 『離婚家庭の子どもの気持ち 面接交渉実態調査アンケートとインタビュー』Wink編 太田垣章子,新川てるえ,二宮周平,本沢巳代子共著 日本加除出版 2008
- 『Q&A DV(ドメスティック・バイオレンス)事件の実務 相談から保護命令・離婚事件まで』監修 打越さく良著 日本加除出版 2012
- 『講座ジェンダーと法 第2巻　固定された性役割からの解放』浅倉むつ子,林弘子,二宮周平共編集委員 日本加除出版 2012
- 『渉外離婚の実務 離婚事件の基礎からハーグ条約まで』大谷美紀子,中村多美子共著 渡辺惺之監修 日本加除出版 2012
- 『家族法実務講義』梶村太市,岩志和一郎,大塚正之,棚村政行共著 有斐閣 2013
- 『離婚をめぐる親権・監護権の実務 裁判官・家裁調査官の視点を踏まえた弁護士実務』近藤ルミ子,西口元編著 永嶋久美子,中溝明子, 山本佳子共著 学陽書房 2016
- 『親権と子ども』池田清貴共著　岩波新書 2017

## 論文
- <榊原富士子